# ジョヴァンニ・バッティスタ・ティエポロ
ジョヴァンニ・バッティスタ・ティエポロ（Giovanni Battista Tiepolo [ˈtjɛːpolo, ˈtjeː-], 1696年3月5日 - 1770年3月27日）は、バロック最後期のイタリアの画家。本名はジャンバッティスタ・ティエポロ（Giambattista Tiepolo）。彼は18世紀のイタリアを代表する偉大な画家であり、ヴェネツィア共和国の美術絵画の伝統を締めくくる最後の巨匠である。

## 生涯
1696年3月5日、ヴェネツィアに生まれる。6人兄弟の末っ子で、父親は船乗りであった。徒弟時代は歴史画の大家の一人であるグレゴリオ・ラッザリーニに師事するが、セバスティアーノ・リッチやジョヴァンニ・バッティスタ・ピアッツェッタの影響を強く受けた。1719年にヴェネツィアの画家フランチェスコ・グアルディの姉と結婚している。1761年に、スペイン王カルロス3世の依頼で、マドリードの宮廷の天井画を描くためにマドリードに移った。何点かの天井画や装飾画を描いたが、同じくスペイン招かれた、新古典主義の画家、アントン・ラファエル・メングスとは対立が生じた。1770年3月27日、マドリードで死去。
バロック的な躍動感とロロコ的な優美な装飾性を兼ね備えていた画風は、生前はヨーロッパ全土で名声の極みを迎えたが、没後、台頭してきた新古典主義は甘美な装飾性を否定するものであったため、彼の評価も急速に下降した。

## 作風
ティエポロは稀代のフレスコ画の名手であり、瑞々しく壮麗な作風は底抜けに明るくきらびやかである。宮殿や貴族の館を彩る天井画は下方から見上げる仰視法を取り入れ、イリュージョンの効果を完璧なものとしている。初期の作品は同時代の画家であるフェデリコ・ベンコヴィチやピアツェッタと同様テネブリスムの影響が見られるが、ヴェネツィア派のティントレットやヴェロネーゼを受け継ぐ画風を見せ、それを躍動的に展開した。

## 親族
彼の息子ジョヴァンニ・ドメニコ・ティエポロとロレンツォ・バルディッセーラ・ティエポロも画家である。

## 代表作

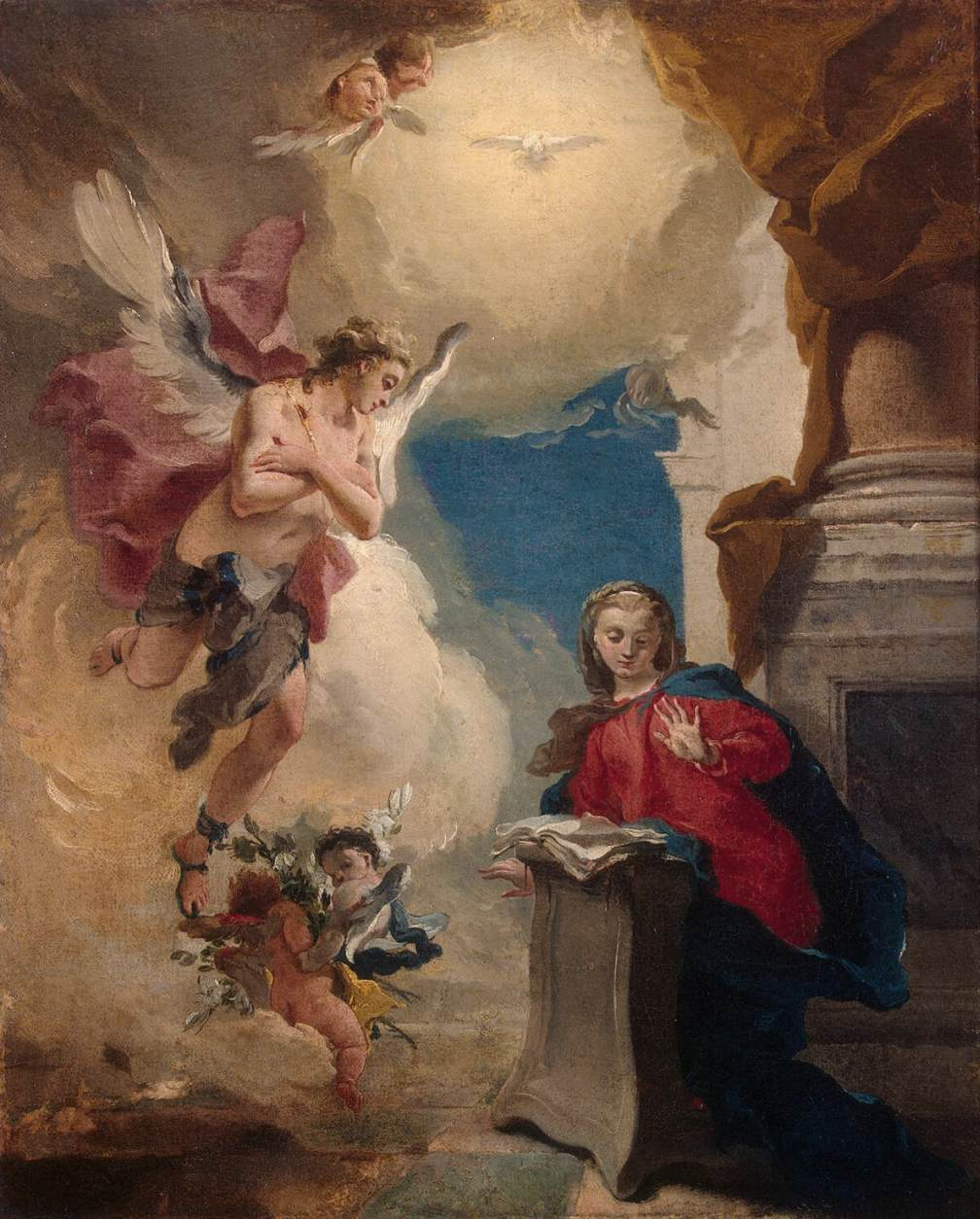
『受胎告知』 エルミタージュ美術館所蔵
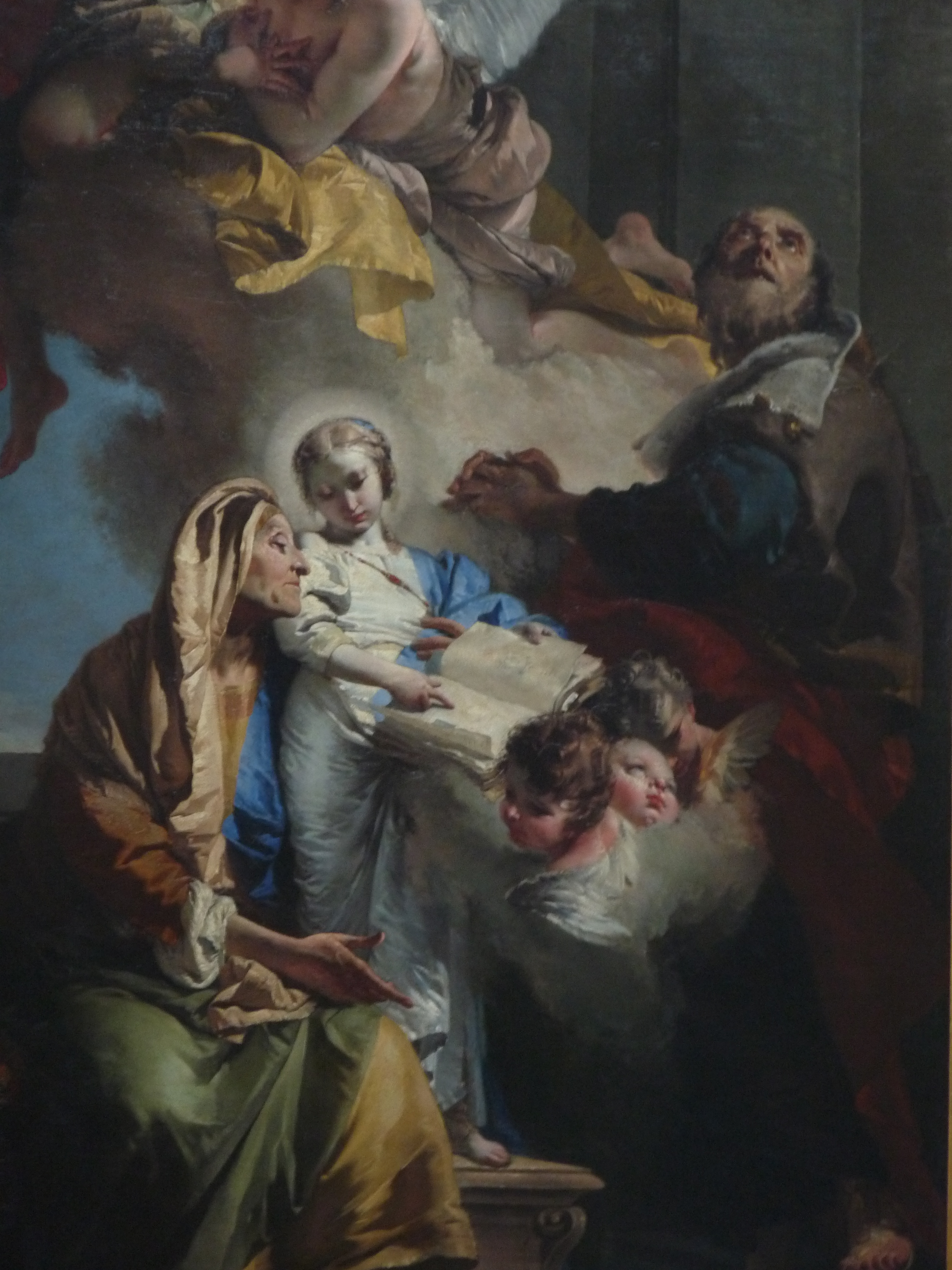
『マリアの教育』 サンタ・マリア・デッラ・ファヴァ教会（英語版）所蔵
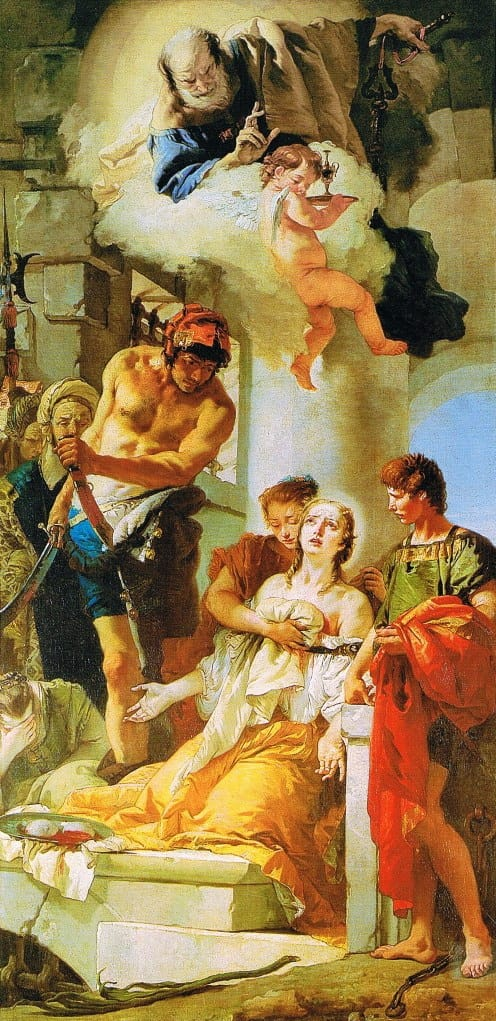
『聖アガタの殉教』 サンタントーニオ・ダ・パードヴァ聖堂所蔵
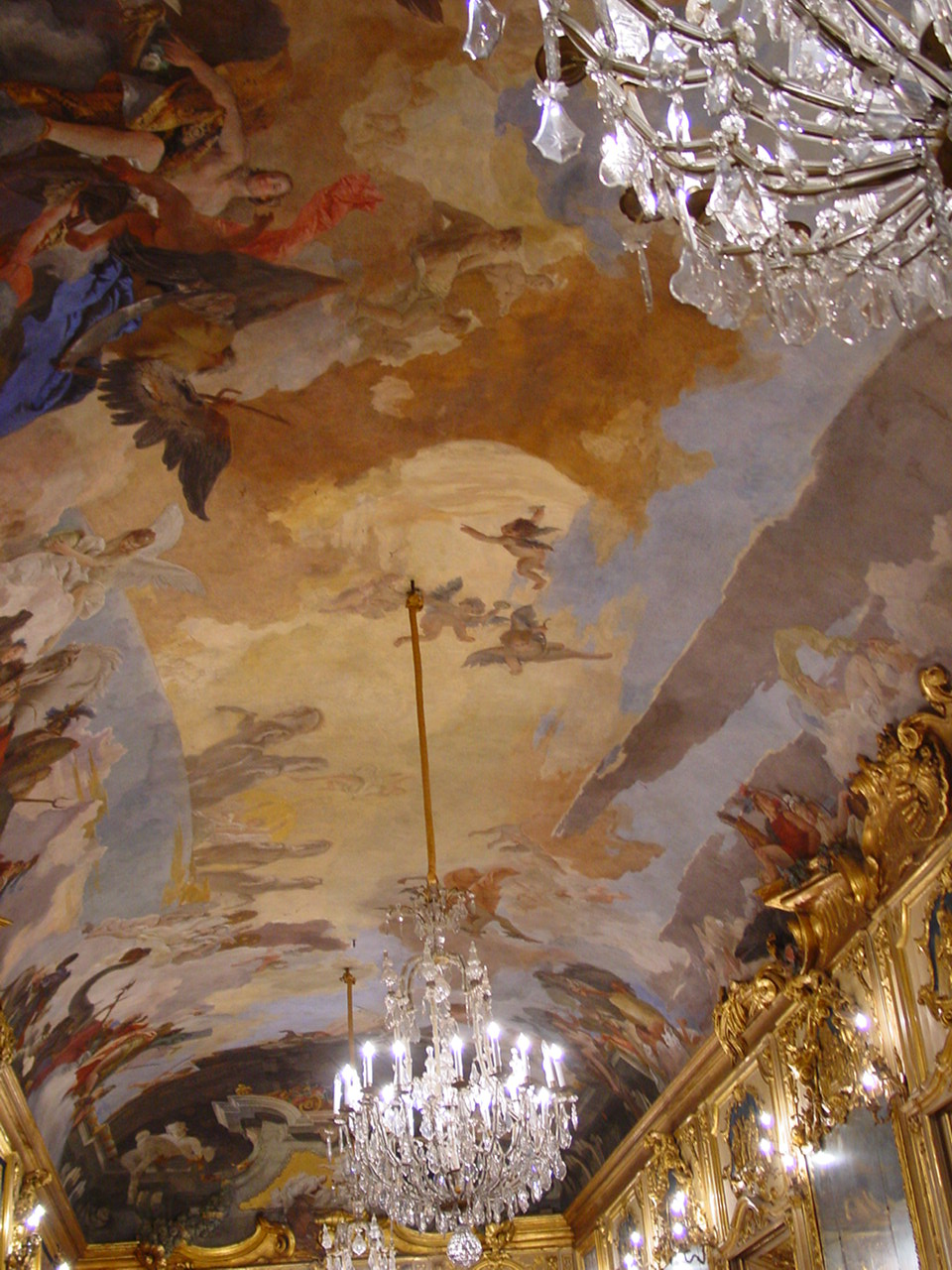
『太陽神の凱旋車の疾走』 1740年
クレリチ宮殿（イタリア語版）
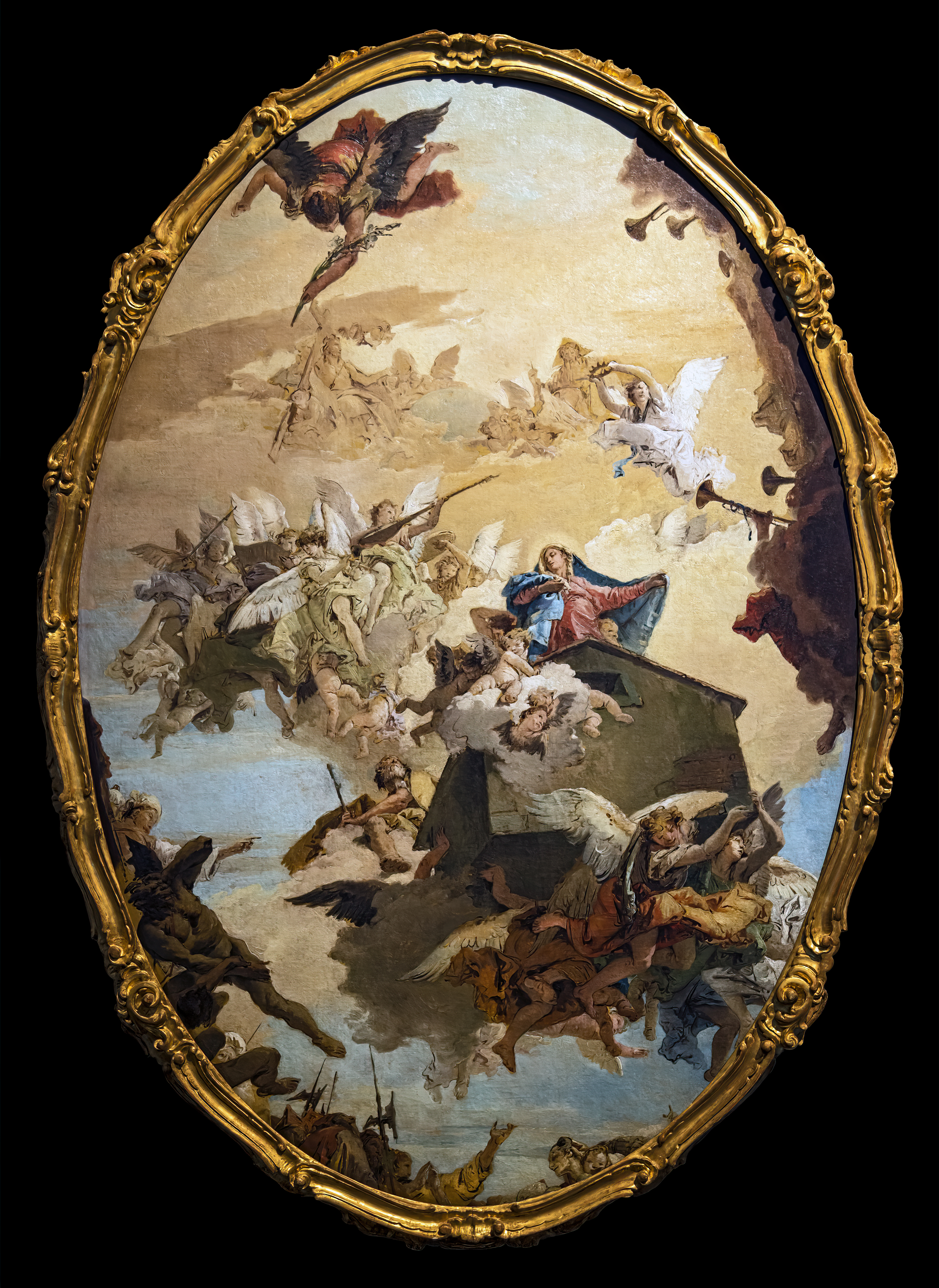
『ロレートの聖家の奇蹟』 1743-1745年頃 アカデミア美術館
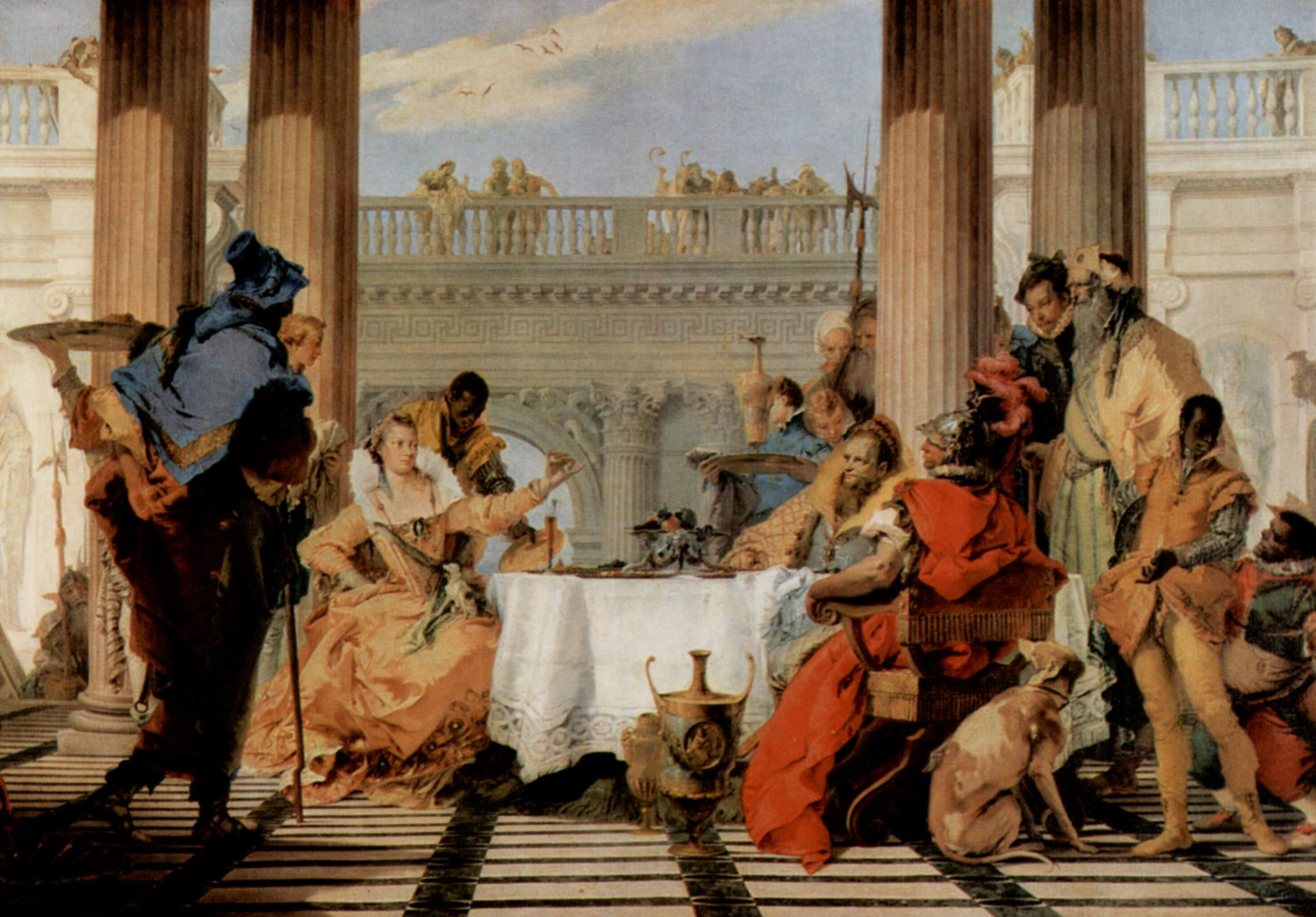
『クレオパトラの饗宴』 ヴィクトリア国立美術館所蔵
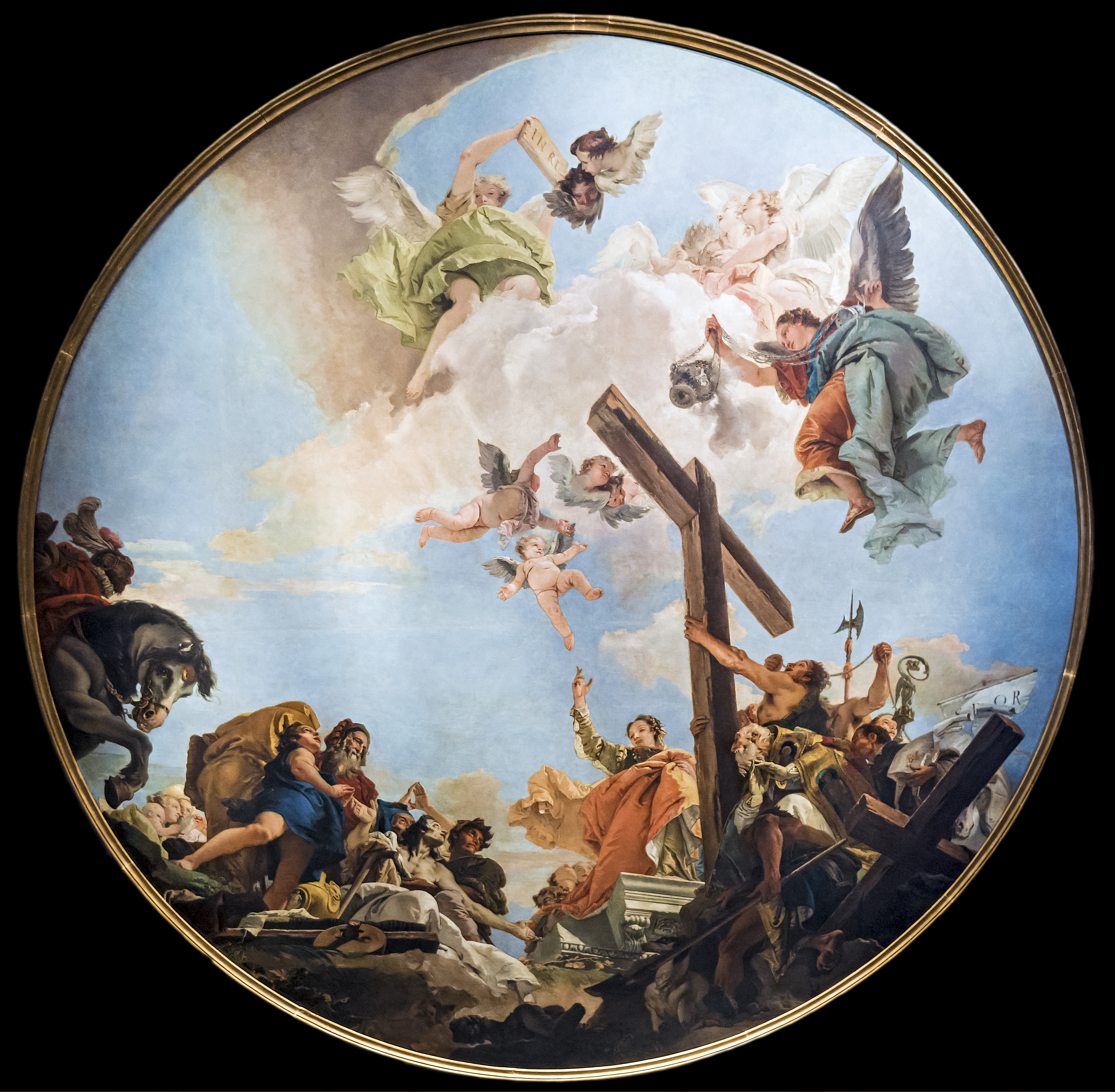
『十字架の称賛』 アカデミア美術館所蔵
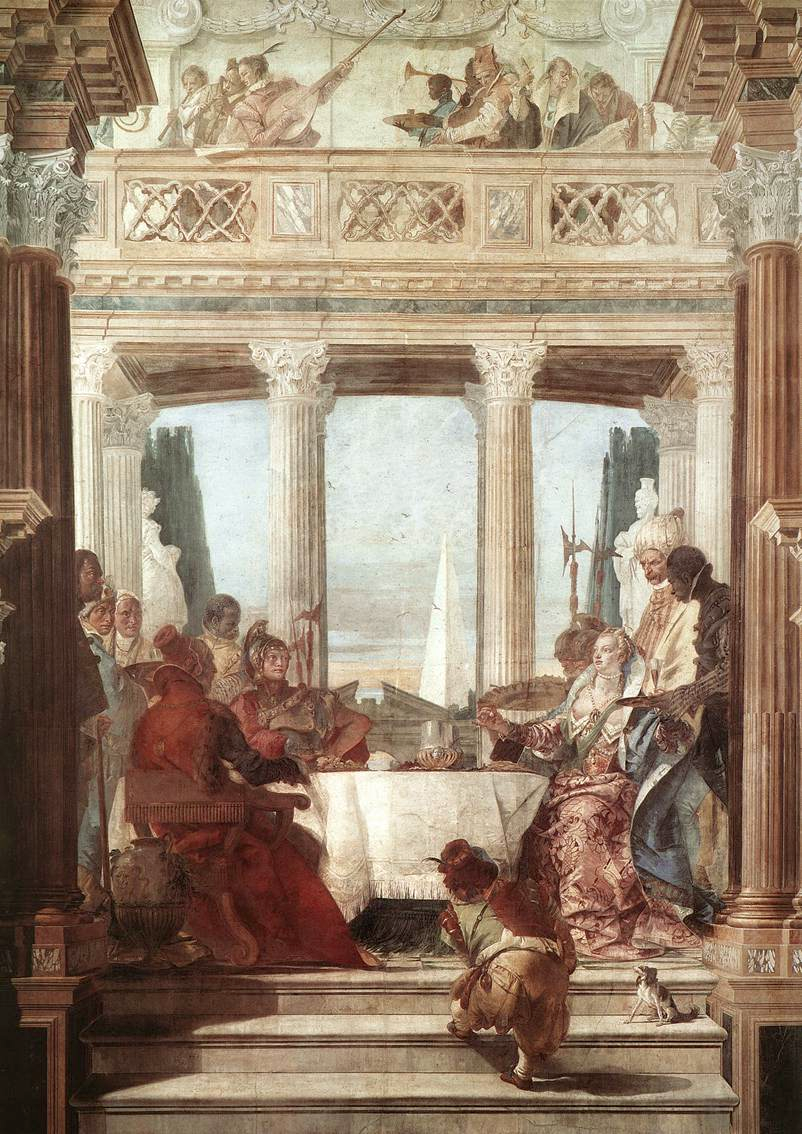
『クレオパトラの饗宴』
ラビア宮殿（英語版）
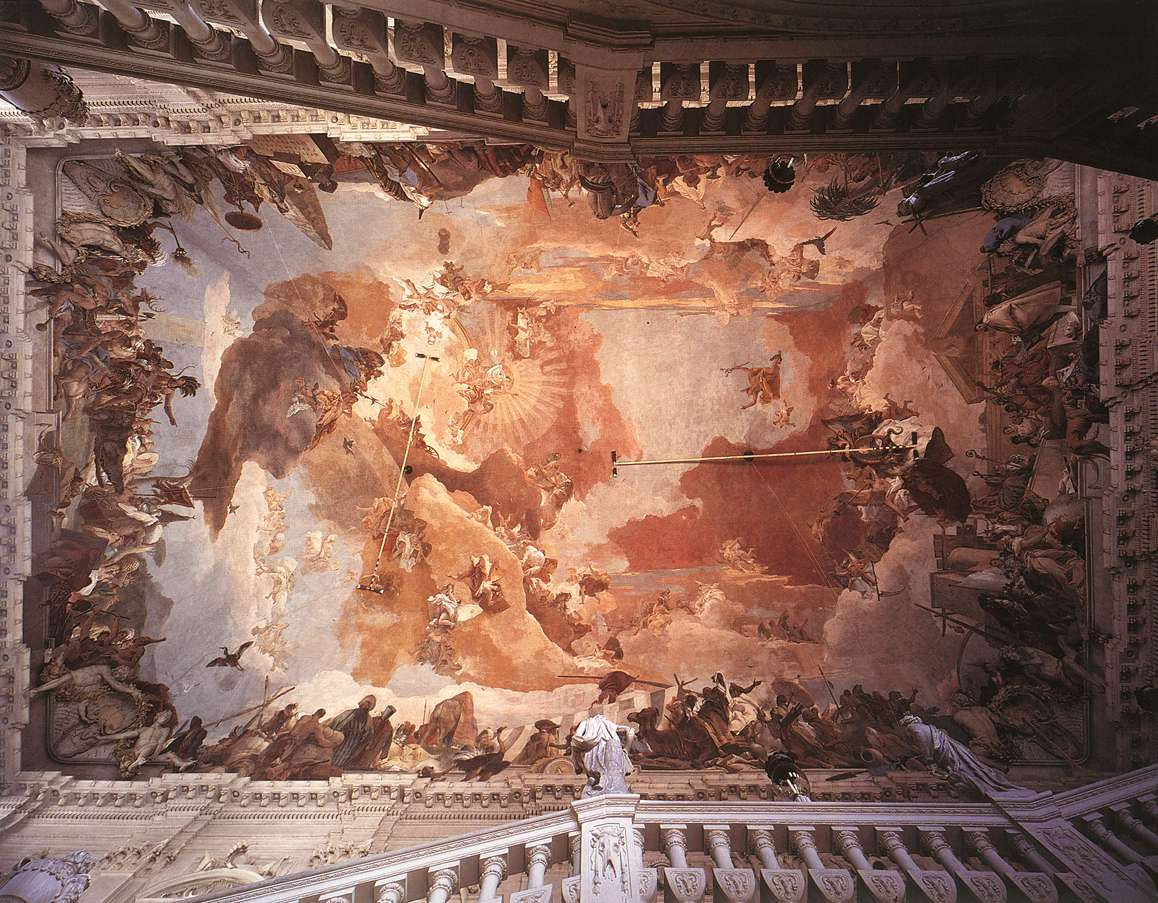
『オリュンポス山と四大陸の寓意』 ヴュルツブルクのレジデンツ
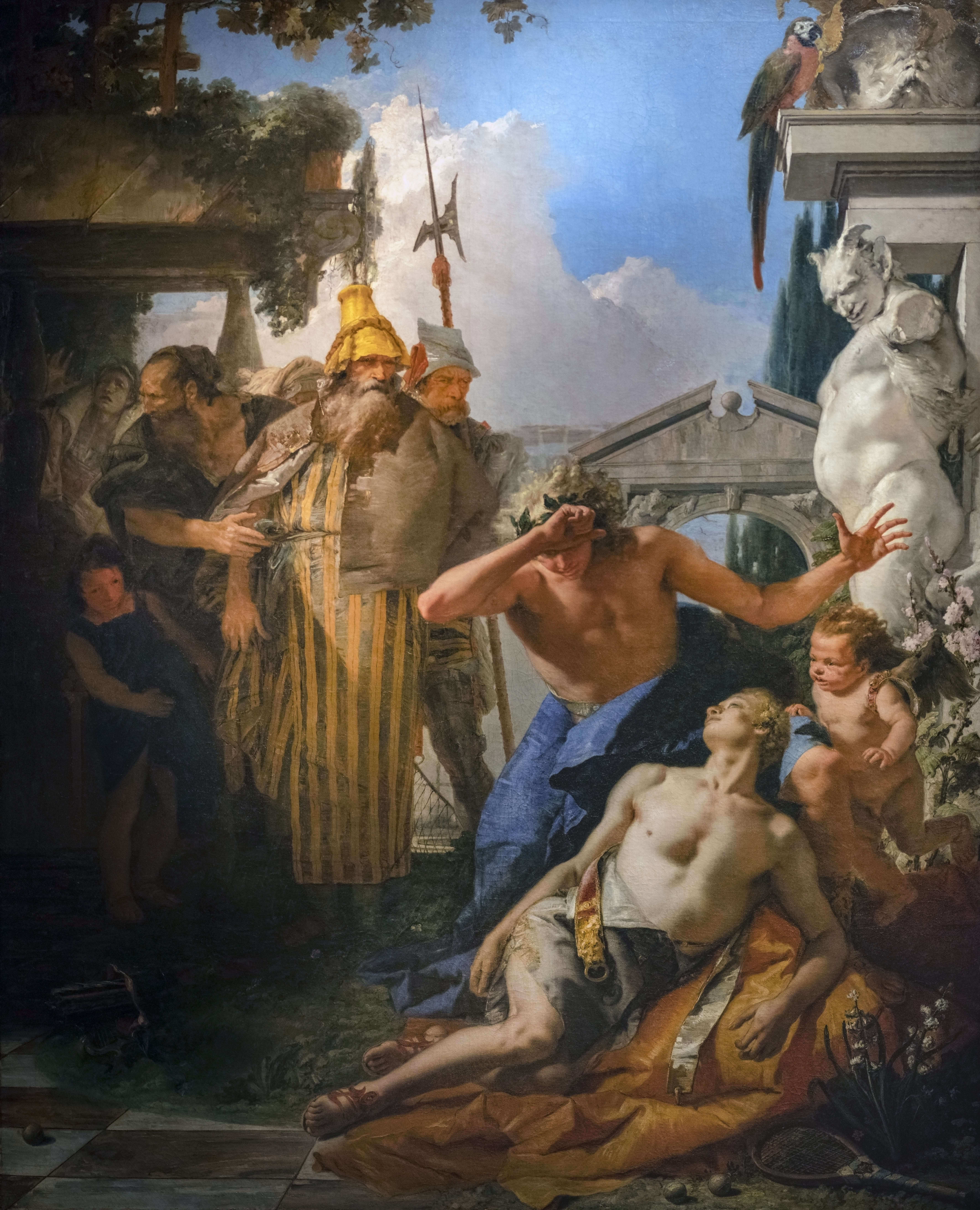
『ヒュアキントスの死』 ティッセン＝ボルネミッサ美術館所蔵
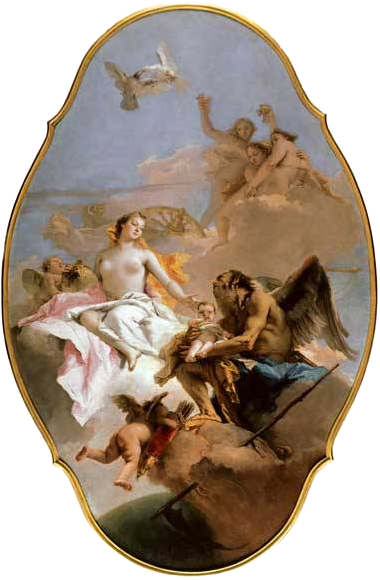
『ヴィーナスと時の寓意』 ロンドン・ナショナルギャラリー所蔵
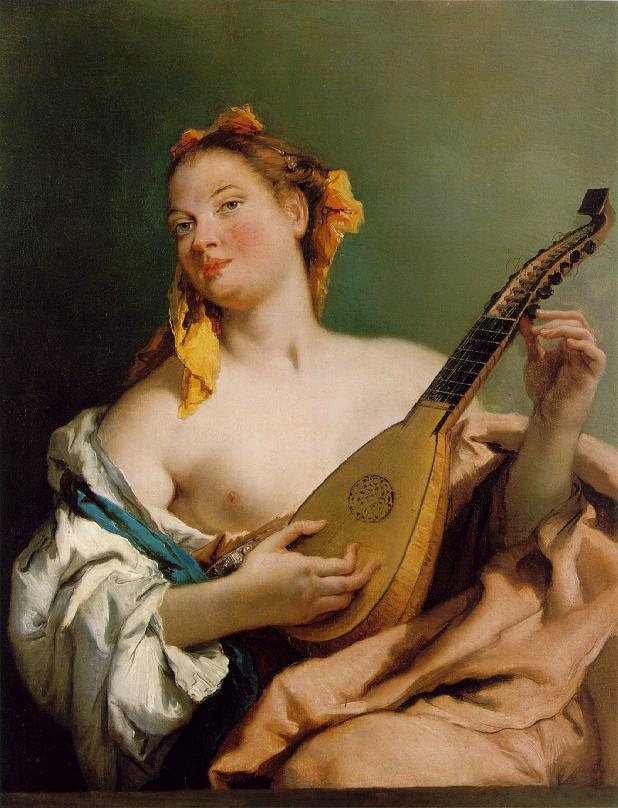
『マンドリンを持つ女』 デトロイト美術館所蔵
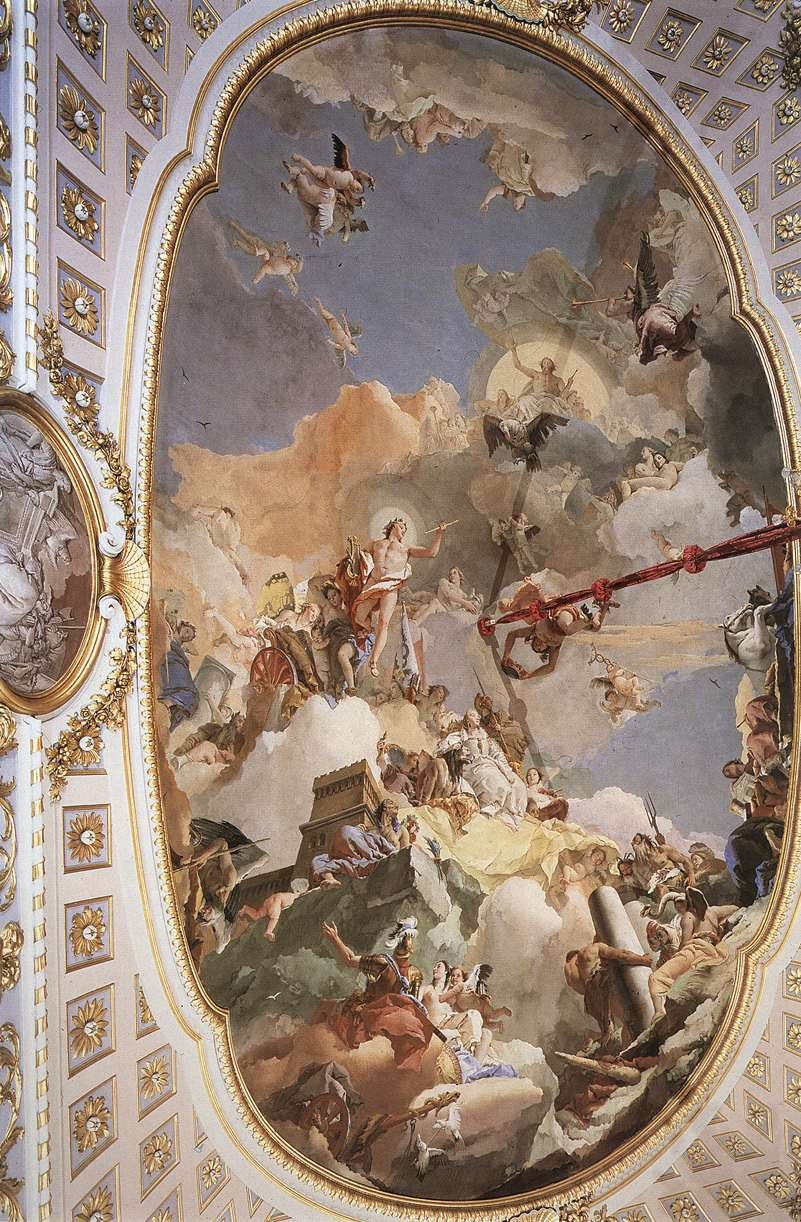
『スペイン王家の称揚』 オリエンテ宮殿所蔵
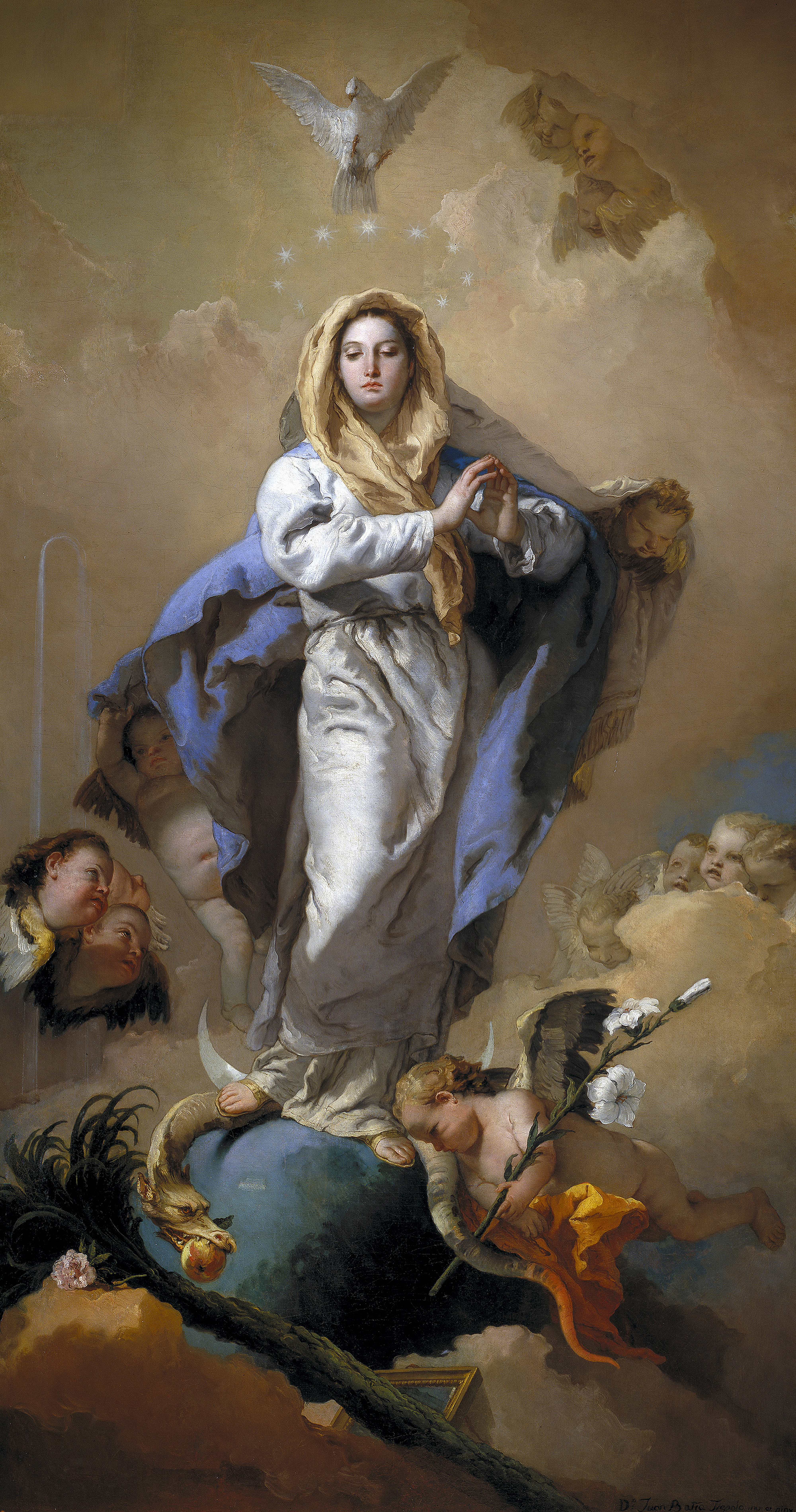
『無原罪の御宿り』 プラド美術館所蔵